# كولن فورد (دراج)
كولن فورد (بالإنجليزية: Colin Forde)‏ هو دراج باربادوسي، ولد في 16 سبتمبر 1949 في باربادوس.

## وصلات خارجية
- كولن فورد على موقع إحصائيات الدراجات الإحترافية (الإنجليزية)
- كولن فورد على موقع أوليمبيديا (الإنجليزية)